# Acciaccatura
De acciaccatura is een verouderd ornament in de klassieke muziek dat buiten gebruik is geraakt. De versiering kwam alleen voor bij toetsinstrumenten en houdt in dat bij een voorslag een toets tegelijk of vrijwel tegelijk met een of meer andere toetsen werd aangeslagen, waarna de toets direct weer werd losgelaten. Deze noot wordt niet meegerekend met de nootwaarden die een maat vullen. Dit ornament wordt binnen jazz nog wel sporadisch toegepast.
In de 19e eeuw is de betekenis van de acciaccatura verschoven naar korte voorslag.

## Notes
1. ↑  1880 Grove's Dictionary